# 班竹镇
班竹镇，是中华人民共和国贵州省遵义市正安县下辖的一个乡镇级行政单位。
2013年11月12日，贵州省人民政府批复同意撤销班竹乡，设置班竹镇。

## 行政区划
班竹镇下辖以下地区：
班竹村、高原村、旦坪村、上坝村、丁木村和新模村。